# Брачильяно
Брачильяно (італ. Bracigliano) — муніципалітет в Італії, у регіоні Кампанія,  провінція Салерно.
Брачильяно розташоване на відстані близько 220 км на південний схід від Рима, 38 км на схід від Неаполя, 16 км на північ від Салерно.
Населення — 5557 осіб (2014).
Щорічний фестиваль відбувається 24 червня. Покровитель — святий Іван Хреститель.

## Демографія
Населення за роками:

Станом на 1 січня 2023 року в муніципалітеті офіційно проживали 303 іноземці з 20 країн, серед них 137 громадян країн Євросоюзу та 13 громадян України.

## Сусідні муніципалітети
- Форино
- Меркато-Сан-Северино
- Монторо-Інферіоре
- Куїндічі
- Сіано